# 稷山大佛
稷山大佛是一座位于山西省运城市稷山县大佛寺（原名清凉院）内的土塑释迦摩尼佛像，为七批全国重点文物保护单位。

## 佛像
稷山大佛位于山西省运城市稷山县大佛寺正殿（又称大佛殿）内，通高16.68米，宽6.8米，双足下踩莲花台，右手上举呈 、为释迦牟尼佛像，背靠土崖雕塑而成，佛像本为彩塑像，但因年代久远色彩都已褪色。大佛寺始建于金朝皇统二年(1142年)，但大佛早建于寺庙。稷山大佛是研究金、元时期雕塑艺术和佛教文化重要的实物资料，具有很高的文物价值。

## 佛寺
大佛寺原名清凉院，又名佛阁寺，始建于公元1142年，寺院座北朝南，占地面积1.5万平方米。建有山门、天王殿、大殿、钟楼、鼓楼、碑廊、文殊殿、普贤殿、十八罗汉洞和十殿阎君洞等建筑。原寺规模较大，历代也曾多次重修或扩建，可惜寺庙大部分的古建筑都毁于战火之中。现仅存正殿、垛殿及十殿阎君洞、十六罗汉洞等。但现存寺院建筑均为新建仿元木构建筑，大殿也曾于2004年5月因雷击失火烧毁过，现已修复。十殿阎君洞、十六罗汉洞内还存有元代泥塑佛像。